# Ahmad Tafazzoli
Ahmad Tafazzoli (persan : احمد تفضلی), né le 16 décembre 1937 à Ispahan et mort le 15 janvier 1997 à Téhéran, est un éminent iranologue iranien, spécialiste de la littérature et de la culture antique iraniennes. Le professeur Tafazzoli était membre du corps professoral de l'université de Téhéran.

## Décès
Le professeur Tafazzoli a été retrouvé mort en janvier 1997 à Punak, un quartier au nord-ouest de Téhéran. Il était connu pour être en lien avec des universitaires iraniens travaillant à l'étranger et beaucoup de ses collègues sont alors d'avis que les autorités de l'époque sont responsables de sa mort, à une époque - de 1988 à 1998 - où nombre d'intellectuels sont assassinés. Bien que les circonstances précises de sa mort ne soient pas élucidées, celle-ci crée un climat de terreur à l'université et décourage toute critique du gouvernement.

## Publications
L'un de ses livres les plus fameux qui est considéré comme son dernier chef-d'œuvre est La Littérature persane pré-islamique. Le professeur Jaleh Amouzgar a contribué à sa publication après la mort d'Ahmad Tafazzoli.
- (en) Ahmad Tafazzoli; A. I. Khromov, Sasanian Iran: Intellectual Life, in « History of civilizations of Central Asia », UNESCO, 1996, volume III